# Dorival Caymmi
Dorival Caymmi (Salvador da Bahia, 30 april 1914 – Rio de Janeiro, 16 augustus 2008) was een Braziliaanse muzikant (zang, gitaar).

## Biografie
De zoon van een Italiaanse immigrant en een zwarte Baiana schreef talloze klassiekers van de Música Popular Brasileira (MPB) zoals O Samba da Minha Terra, Saudade de Bahia, Rosa Morena, Promessa de Pescador en O Vento.
Hoewel hij Bahia en zijn volk hulde bewijst in zijn songs en de belichaming is van de Bahiaanse cultuur in het Braziliaanse bewustzijn, verhuisde hij vroeg naar Rio de Janeiro, waar hij succesvol was tijdens de jaren 1930 en sindsdien is gebleven. Hij componeerde zijn eerste succesvolle stukken voor de zangeres Carmen Miranda, waaronder O Que é Que a Baiana Tem?. Hij componeerde, speelde gitaar, zong en leidde bands en orkesten gedurende vijf decennia. Voor veel muzikanten van de bossanova, de daaropvolgende tropicália en de MPB was hij een van de meest invloedrijke muzikanten. Gal Costa nam bijvoorbeeld in 1976 het album Gal Canta Caymmi op met Caymmi-nummers. Hij had een vriendschap met de beroemde schrijver Jorge Amado, die tot zijn dood duurde.

## Overlijden
Dorival Caymmi overleed in augustus 2008 op 94-jarige leeftijd. De zangeres Nana Caymmi en de songwriter en gitarist Dori Caymmi zijn zijn kinderen.
- Bibsys: 5045796
- Biblioteca Nacional de España: XX1150333
- Bibliothèque nationale de France: cb139701256 (data)
- CiNii: DA16376388
- Gemeinsame Normdatei: 119188988
- International Standard Name Identifier: 0000 0000 7823 8888
- Library of Congress Control Number: n82116881
- Nationale Bibliotheek van Letland: 000086638
- MusicBrainz: bec2162c-6a15-4bfd-a69c-3e35c4fb1f19
- Nationale Bibliotheek van Tsjechië: jo2015876183
- Nationale Bibliotheek van Israël: 987007271828905171
- Nederlandse Thesaurus van Auteursnamen: 075156636
- Réseau des bibliothèques de Suisse occidentale: 02-A012134583
- Istituto Centrale per il Catalogo Unico: CFIV208823
- SNAC: w6dn4wk0
- Système universitaire de documentation: 112961509
- Virtual International Authority File: 85915813
- WorldCat: E39PBJymyfBDHX6M78w7DYxhpP